# Mogoszów
Mogoszów – część wsi Wysocko Wyżne na Ukrainie, w obwodzie lwowskim, w rejonie turczańskim.